# Helene Nesnakomoff

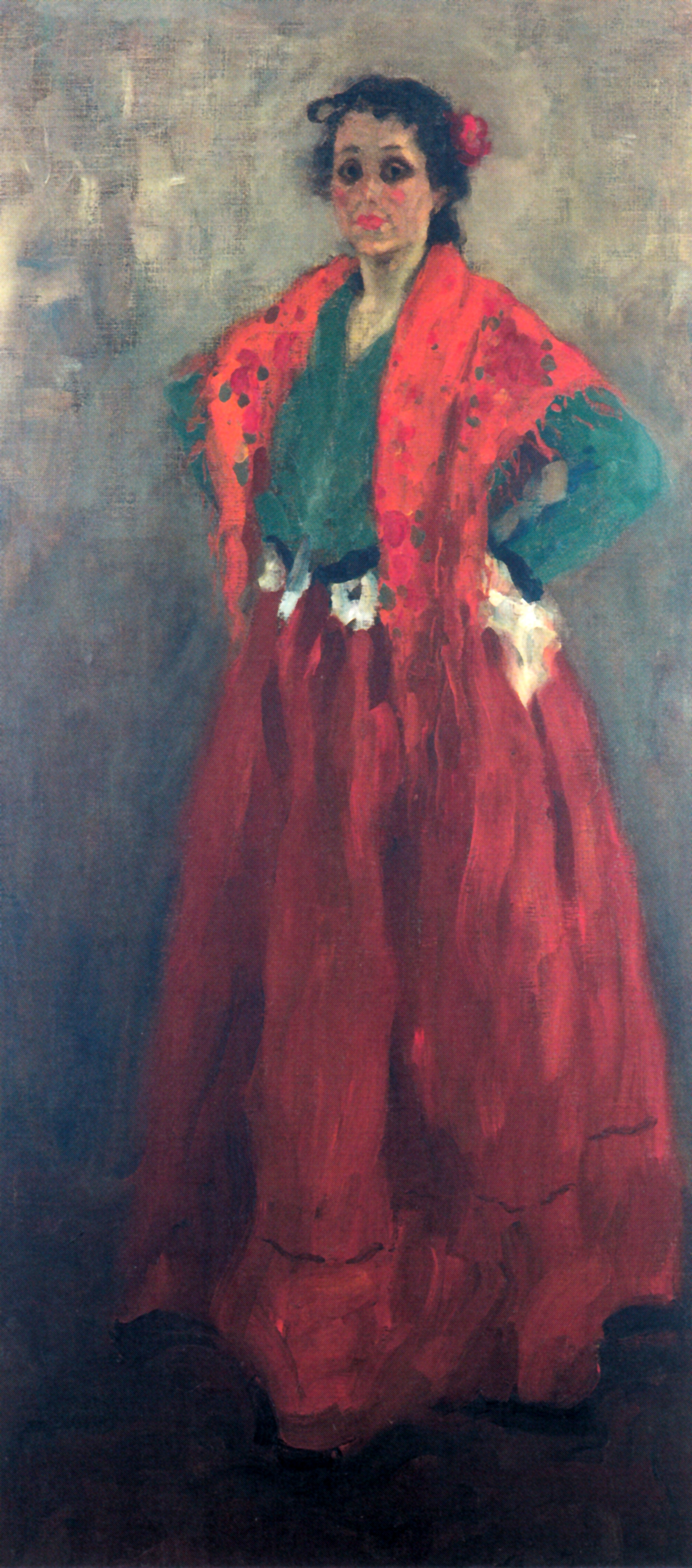
Alexej Jawlensky: Helene im spanischen Kostüm, Öl auf Leinwand, 1904, Museum Wiesbaden

Helene Nesnakomoff (russisch Елена Михайловна Незнакомова, Jelena Michailowna Nesnakomowa; * 18. März 1885 in Pratschy in Russland oder 14. Mai 1881 in Krasnyi-Bereg, Gouvernment Minsk; † 17. März 1965 in Locarno) war eine langjährige Bedienstete von Marianne von Werefkin, Geliebte und Modell von Alexej Jawlensky, ehe sie ihn 1922 mit siebenunddreißig Jahren heiratete. Die drei verband eine Ménage-à-trois, die über Jahrzehnte andauerte. Jawlensky schuf mehrere Porträts von Helene Nesnakomoff.

## Leben

### Herkunft
Bezüglich Helene Nesnakomoffs Abstammung gibt es mehrere Versionen. Eine der ersten wurde 1959 publiziert. Sie lautet, Helene stamme „aus ukrainischem Bauerngeschlecht und lebte seit frühester Jugend in nächster Umgebung der Werefkins. […] Ihrem Blute nach war sie ein eng mit ihrer heimatlichen Natur verbundenes Kind.“
Nach Darstellung der Herausgeberinnen des Jawlensky-Werkverzeichnisses lautete es 1991 hingegen, Helene stamme aus einer Kaufmannsfamilie, die zum Bekanntenkreis der Werefkins gehört habe. In die Obhut der Werefkins soll sie gegeben worden sein, damit sie, gemäß den Gepflogenheiten der damaligen Zeit, auf die feine Gesellschaft vorbereitet werden würde.
Authentische Informationen zu Helene Nesnakomoffs Herkunft, Alter, Tätigkeit und ihrer Familie erhält man durch einen Brief der Werefkin von 1919, der sich im Archiv der Fondazione Marianne Werefkin als Briefentwurf erhalten hat. Werefkin richtete den Brief aus Ascona an ihren Vertrauten August Schädel in München, der Zugang zu ihrem Tresor hatte. Jahrzehntelang war der Brief im Asconeser Archiv übersehen worden. In ihm schildert Werefkin: „Als Lehrling bei meiner [damaligen] Zofe war ein 9jähriges Mädchen Helene Nesnakomoff. Sie war in’s Haus gekommen nach dem Tode ihres Stiefvaters, des Polizeisoldaten bei uns im Fleck, der die Mutter, welche stark trank, mit drei Kindern als Bettlerin zurückließ. Die eine Tochter, Marie, wurde in ein Mädchenasyl getan. Helene erlaubte mein Vater in’s Haus zu nehmen. Der Sohn blieb bei der Mutter und war ein Dieb […] an dem nichts zu ändern möglich war. Da die Mutter unzuverlässig war, so riet unser Verwalter, dass sie alle ihre Rechte mir abtreten sollte was sie auch tat.“  „Ins Werefkinsche Haus aufgenommen, wo sie satt und warm leben konnte‘ musste sich das noch kindliche Mädchen sein Essen und seine Unterkunft verdienen.“

### Erste Begegnung zwischen Nesnakomoff und Jawlensky
Helene Nesnakomoff begegnete Jawlensky erstmals auf dem Werefkin’schen Landgut „Blagodat“, das etwa sieben Kilometer nordwestlich der litauischen Stadt Utena liegt.
Werefkin schrieb darüber an August Schädl: „So kam der Herbst 1895. – Helene war zehn Jahre alt. – Ich hatte längst eine andere Zofe, einen wundersamen aber lieben Menschen. […] Trotz ihrer Jahre sass sie Modell für Jawlensky und wurde von ihm bis zur Tollheit verliebt gemacht. […] Um sie von ihren Psychosen zu heilen, ging ich mit meinem Vater und der Zofe nach Petersburg. Jawlensky blieb auf unserem Gut die 10 jährige Helene unter seiner Obhut.“

### Umzug von Russland nach München
Als Werefkins Vater 1896 starb, erhielt die Baronin als Tochter eines hohen Würdenträgers, nämlich des Kommandanten der Peter-und-Paul-Festung in Sankt Petersburg, eine großzügig bemessene zaristische Pension von „siebentausend Rubeln per annum“. Umgerechnet entsprach ihre Jahrespension zum damaligen Zeitpunkt rund zweiundzwanzigtausend Mark. Nach dem Verlust ihres Vaters fühlte sich Werefkin nicht mehr gebunden, in Russland zu leben und trug fortan ihren verehrten Vater, „den Verweser Alexanders, im Medaillon um den Hals“. Mit Jawlensky zog sie nach München, „Helene Nesnakomoff war zur persönlichen Bedienung der Werefkin mitgekommen.“
Zur Entscheidung München als Wahlheimat auszusuchen, dürften pragmatische Erwägungen ausschlaggebend gewesen sein. Auf Grund der ehemaligen hohen Stellung ihres Vaters und ihrer vornehmen Herkunft hatte Werefkin gute Beziehungen einerseits zur russischen Gesandtschaft in der Hauptstadt des Königs von Bayern andererseits auch zur bayerischen Aristokratie. Das Datum der Ankunft der Werefkin in München war der 27. Oktober 1896. Gemietet hatte sie eine Doppelwohnung im Stadtteil Schwabing in der Giselastraße 23, im dritten Stock. Diese war nach neuestem Standard ausgestattet, in der sie standesgemäß sowohl hohe Politiker und Aristokraten, wichtige Museumsleute und Galeristen, als auch die internationale Bohème, empfangen konnte.

### Sohn Andreas
Helene Nesnakomoffs Sohn Andreas Jawlensky wurde nach dem Julianischen Kalender am 18. Januar 1902 auf einem Gut namens Anspaki im Gouvernement Witebsk geboren. Sein Geburtsdatum nennt erstmals eine Randbemerkung auf dem Reisepass der Werefkin. Dieser Nachtrag wurde während der Rückreise von Russland am 12. Oktober 1902 in Jaroslawl verfasst und gibt das Datum nach dem Gregorianischen Kalender in russischer und französischer Sprache an: „André, né le 5. Janvier 1902.“
Als Helene Nesnakomoff 1901 [sechzehnjährig], ein Kind von Alexej Jawlensky erwartete, war eine „Heirat indiskutabel. Diskretion unumgänglich“, denn den tatsächlichen Sachverhalt über die Vaterschaft durfte im München am Anfang des 20. Jahrhunderts nicht bekannt werden, ansonsten hätte sich Jawlensky peinliche Probleme mit der damals geltenden Rechtsordnung eingehandelt, zumal er keine Heiratsabsichten mit der Kindsmutter hatte.
Ob Jawlensky und Werefkin die Geburt von Andreas in Anspaki miterlebten, ist nicht geklärt. Bekannt ist dagegen, dass Helene Nesnakomoffs ältere Schwester Maria vor Ort war, während Jawlensky und Werefkin sich auf „Russlandtour“ begeben hatten, um sich auf der Krim in dem Luxusbad Alupka mit Dmitri Kardowsky und seiner Frau Olga zu treffen.
Nach etwas mehr als einem Jahr kehrte man am 23. November 1902 nach München zurück. Mitgekommen war auch Maria Nesnakomoff, ausweislich ihrer Legitimations-Urkunde. Aus dieser geht hervor, dass sie als „Zimmermädchen“, Helene als „Köchin“ im Haushalt Werefkin fungierten. Für Helene Nesnakomoff musste eine „Fehlliste“ angelegt werden, da ihre Legitimations-Urkunde von 1896, die die bayerischen Behörden damals angelegt hatten – rätselhafterweise – verloren gegangen war. Unerklärlich ist auch, dass die königlich bayerischen Beamten die Geburtsdaten der Schwestern verwechselten. Als Geburtsjahr der älteren Maria trug die Meldebehörde fälschlicherweise 1885 ein, in die „Fehlliste“ der jüngeren Helene dagegen 1881. Der beabsichtigte „Identitätstausch“ war von Werefkin gezielt arrangiert worden und um die Affäre zusätzlich zu vertuschen „wurde Andreas forthin in München als ‚Neffe‘ von Jawlensky ausgegeben.“

### Maria Nesnakomoff
Maria Nesnakomoff wurde nach zweijährigem Aufenthalt in der Wohnung in der Giselastraße von Werefkin als Belastung empfunden. Überdrüssig der „schwesterlichen Verbündeten von Helene“ schickte sie diese gegen Ende des Jahres 1904 zurück nach Russland. Als neues Dienstmädchen „trat an ihre Stelle eine unparteiische Münchnerin namens Christel“, die im Werefkin’schen Haushalt noch 1906 nachweisbar ist.

### Gemälde „Helene im spanischen Kostüm“
Als Andreas zwei Jahre alt war, malte Jawlensky sein größtes Ölgemälde, ein Porträt von Helene im spanischen Kostüm. Als es gerade fertig gemalt worden war und noch nass auf der Staffelei stand, bekam es Lovis Corinth zu sehen. Es war Montag, der 22. Februar 1904. Werefkin hielt das Datum und Corinths Besuch in ihrem Tagebuch fest. In ähnlicher Motivlage wurde Nesnakomoff Jahre später als „Spanische Tänzerin“ portraitiert, das als ein Schlüsswerk Jawlenskys benannt wurde.

### Frankreichreise 1906
Jawlensky irrte sich, als er seine lange Frankreichreise mit Werefkin, Helene Nesnakomoff und Sohn Andreas 1905 statt 1906 datierte. In seinen Lebenserinnerungen schrieb er fälschlicherweise: „Im Frühling 1905 fuhren wir alle nach der Bretagne an das Meer nach Caranteque.“ Damals, 1905 in der Bretagne, soll laut Werkverzeichnis u. a. auch das Gemälde Der Bucklige, das zunächst Buckliger Matrose, Bretagne hieß, entstanden sein.
Für Helene Nesnakomoff und ihren Sohn Andreas war es ihre erste Reise, die sie 1906 nach Frankreich führte. Christel, die gegen Maria Nesnakomoff ausgetauschte Hausgehilfin, hatte sich während der Abwesenheit ihrer russischen Arbeitgeberin im Ausland um den Münchener Haushalt zu kümmern.
Von Carantec ging die Reise über Paris „in die Provence und Sausset am Mittelmeer, wo wir bis Weihnachten blieben“, erfährt man von Jawlensky. Zunächst sperrte er sich gegen die Weiterfahrt nach Südfrankreich und wollte von Paris aus mit Helene Nesnakomoff direkt nach Bayern zurückkehren. Werefkin reagierte daraufhin: „Sie könne auf Helene nicht verzichten, denn schließlich habe man in Sausset-Les-Pins ein großes Haus gemietet“, wo es ihre Aufgabe war, wie immer den Haushalt zu versorgen und Einkäufe in Geschäften und auf dem „Markt“ zu tätigen.
Werefkin argumentierte darüber hinaus: „Mit jedem Tag bezaubert mich die hiesige Natur noch mehr. Die Farben rundum sind für einen Künstler eine unerschöpfliche Quelle. […] Ich möchte die Sonne hier gegen den Nebel in München nicht früher eintauschen, als wir es verabredet hatten.“ Nach zehnjähriger malerischer Abstinenz griff Werefkin in der Provence wieder zu Skizzenbuch, Buntstiften und Pastellkreiden.

### Reise an die Ostsee

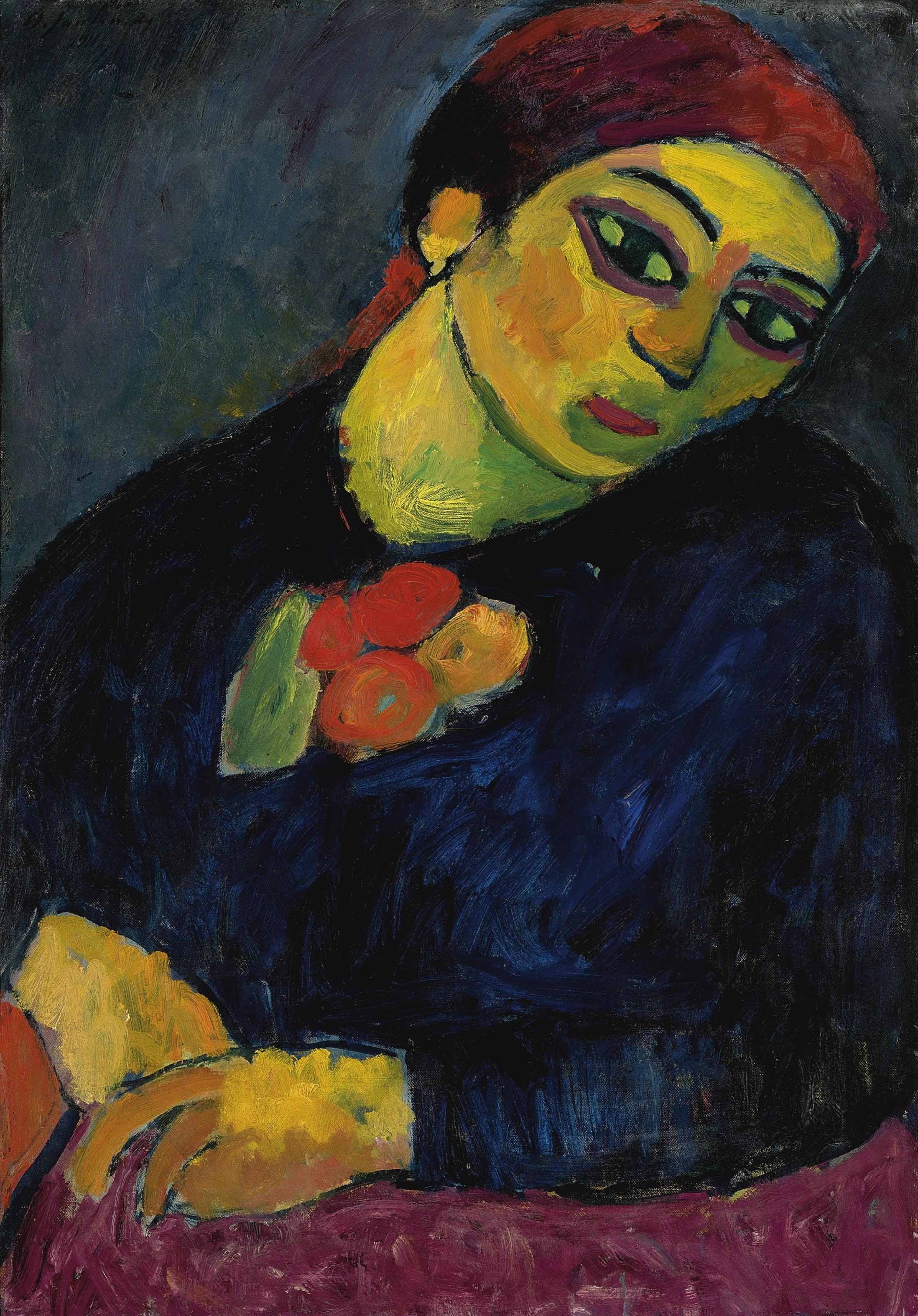
Alexej Jawlensky: Helene, 1911, Privatbesitz

In seinen Lebenserinnerungen berichtet Jawlensky: „Im Frühling 1911 fuhren wir nach der Ostsee nach Prerow, Werefkin, André, Helene und ich.“ Wie schon in Sausset-Les-Pins konnte man auch in Prerow auf Helene nicht verzichten. Wie üblich „während der Zeit vor der Jahrhundertwende und vor dem Ersten Weltkrieg brachten viele Familien ihre eigene Köchin mit“, die auch hier den Haushalt zu führen, Einkäufe in Geschäften und auf Märkten zu tätigen hatte. So hielten es auch die russischen Sommerfrischler, die in der „Villa Seestern“ logierten. Sie lag in der Waldstraße 13 und war für damalige Verhältnisse mit fünf Zimmern, einer verglasten Veranda und einer Laube im Garten, recht bequem ausgestattet. „Vermutlich hatte Werefkin ihre Adelsbeziehungen spielen lassen. Gewöhnlich stand die komfortable Unterkunft Mitgliedern des Hofes von Preußenprinz Eitel Friedrich zur Verfügung, immer dann, wenn der zweite Sohn Wilhelms II. in der Küstenlandschaft Jagd auf Hasen machte.“ Die Eintragung der Feriengäste lautete in der Fremdenliste von 1911: „Frl. Exzell. v. Werefkin, Marianne, Rußland; Herr v. Jawlensky, Alex., Stabskapitän a. D., Rußland; Nesnakomoff, Helene und Sohn, Rußland.“

### Aktmodell

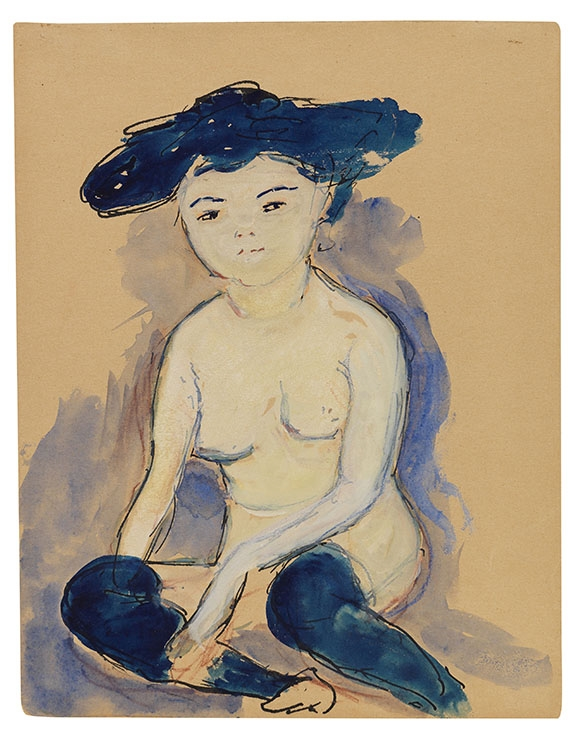
Marianne von Werefkin: Helene, um 1909, Privatbesitz

Als sich Werefkin 1883 in Moskau in die Malklasse von Prjanischnikow einschrieb, fand sie dort, gegenüber den Verhältnissen an der St. Petersburger Akademie, einen relativ neuzeitlichen Lehrbetrieb vor. Bei ihm vervollkommnete sie ihre Porträtmalerei. Aufgeschlossen und gar nicht prüde, verwunderte sie sich, dass das Aktzeichnen merkwürdigerweise noch nach Gipsmodellen erfolgte.
Ein Blick in Werefkins St. Petersburger Atelier zeigt etwa ein Dutzend Bilder, die heute ausnahmslos als verschollen gelten müssen. Das Bildnis eines farbigen Hausdieners ist zu erkennen. Darüber hinaus ist zu entdecken, dass Werefkin damals nicht nur Porträt malte, sondern auch vielfigurige Genreszenen, Landschaften und mehrere Akte.
Von Anfang an seiner Karriere zeigte Jawlensky ein besonderes Interesse an der Aktmalerei. Er besuchte verschiedene Kurse an der St. Petersburger Akademie. Im Oktober 1892 rückte er in die Aktklasse auf, wo seine „Bleistiftporträts“ gelobt wurden. Noch im Oktober 1894 gehörte er der Aktklasse an.
In München schätzte er das abendliche Aktzeichnen bei seinem Lehrer Anton Ažbe, der „berühmt wegen seiner Fähigkeit war, mit ein paar Strichen einem schlechten Akt seiner Schüler Leben einhauchen“ zu können.
Eine ungewöhnliche Begebenheit löste Jawlensky aus, indem er den Malermönch Verkade zur Aktmalerei verleitete, so dass dieser daraufhin als Buße eine Kirche in Jerusalem ausmalen musste.
Jawlenskys Catalogue raisonné verzeichnet mehr als 150 Frauenakte. Kein einziger stellt Helene Nesnakomoff dar. Das ist insofern erstaunlich, weil sie sich für Werefkin mehrfach als Aktmodell zur Verfügung stellte.

### Aufenthalt in Oberstdorf
In seinen Lebenserinnerungen schreibt Jawlensky: „Im Sommer 1912 fuhren wir alle nach Oberstdorf und blieben dort bis zum Dezember. Später kam auch der Maler Kardowsky mit seiner Familie.“
Jawlenskys Mitteilung „wir alle“ bleibt vage. Es ist zunächst nicht klar, ob er damit sagen will, dass auch Helene und Andreas Nesnakomoff mit von der Partie waren. Das erfährt man erst durch ein Foto, das sich im Nachlass Werefkins fand.
Augenscheinlich hatte man sich im Sonntagsstaat in einem Garten zu einem arrangierten Erinnerungsfoto zusammengefunden. Es zeigt stehend von links nach rechts Helene Nesnakomoff mit Sohn Andreas im weißen Matrosenanzug, Jawlensky mit Fliege, Kardowsky mit Krawatte, davor auf einer Bank sitzend Olga Kardowsky mit Sonnenschirm und Tochter Ekatarina, Werefkin und zu ihren Füßen sitzend ihr Dackel Moritz.

### Erster Weltkrieg, Übersiedlung nach Ascona
Für 1914 berichtet Jawlensky: „Anfang August war Krieg, und wir mußten nach der Schweiz. Wir mußten unsere Wohnung verlassen mit allen Möbeln und Kunstgegenständen […] Noch nicht einmal unsere arme Katze konnten wir mitnehmen.“ Formulierungen mit dem Begriff „wir“ benutzte Jawlensky in seinen Lebenserinnerungen künftig konsequent und wollte damit aussagen, dass er, Werefkin, Helene und Andreas gemeint seien. Sehr selten wird der Name Werefkin oder Andreas genannt, der Name von Helene Nesnakomoff dagegen nie. Ohne Ausnahme ist sie jedoch mit dem „wir“ bei jedem Ortswechsel – 1914 nach St. Prex, 1917 nach Zürich und 1918 nach Ascona miteinbezogen.
Auch im Italienisch sprechenden Tessin versorgte Nesnakomoff den Haushalt und tätigte Einkäufe für die Küche wie an den früheren Stationen in Deutschland oder in Frankreich. Dass sich die Ménage à trois unterdessen aufzulösen begann, beobachtete nicht nur Claire Goll. Sie schrieb dazu: „Das baufällige Schlößchen, das sie in Ascona bewohnten, schallte vom Morgen bis zum Abend von zankenden Stimmen. Eines Tages sollte es soweit kommen, daß der Grandseigneur Jawlensky die Werefkin verstieß und die Köchin heiratete.“ Zuvor hatten Helene und Andreas Nesnakomoff die gemeinsame Wohnung im Castello verlassen und sich in der Nachbarschaft eingemietet. „Forthin speiste die Baronin im Logis ihrer ‚Köchin‘ - bis Jawlensky seine Familie zu sich rief.“

### Wohnungsauflösung in München
Um 1920 zum Zweck der Auflösung der gemeinsamen Münchener Wohnung nach Deutschland einreisen zu können, bewirkte Werefkin am 10. Juni 1920 eine Aufenthaltsgenehmigung der Polizeidirektion München für sich, Jawlensky, Helene Nesnakomoff und deren Sohn Andreas. Zuvor mussten Führungszeugnisse beantragt werden. Jener für Helene Nesnakomoff mit Andreas hat sich im Nachlass der Werefkin erhalten. Darin erklärte die Gemeinde Ascona, am 28. April 1920: „dass Frau Elena Nesnakomoff und ihr Sohn Andreas, beide hier wohnhaft seit ungefähr zwei Jahren, immer ein unter allen Gesichtspunkten lobenswertes Verhalten an den Tag gelegt haben.“
Als Werefkins Münchener Doppelwohnung bei Kriegsausbruch verlassen werden musste, übergab Werefkin vor ihrer Flucht in die Schweiz die Schlüsselgewalt an Paul Klee und seine Frau Lily. Mit Datum vom 13. April 1920 hatte Frau Klee vom Städtischen Wohnungsamt München ein Schreiben erhalten, in dem ihr als Sachverwalterin die Beschlagnahmung der Ateliers und der Wohnräume in der Giselastraße 23/III angedroht wurde. Daraufhin überprüfte Frau Klee die ihr anvertraute Wohnung und entdeckte, dass zwischenzeitlich eingebrochen worden war und berichtete dies an die Werefkin nach Ascona.
Werefkin beauftragte daraufhin ein Münchner Detektivbüro namens Blüml mit der Aufklärung des Diebstahls. Am 18. Mai 1920 gab das Büro einen Bericht, aus dem Einzelheiten hervorgehen. Werefkin brachte den Diebstahl sofort bei der Polizei in München zur Anzeige. Gleichzeitig bewirkte sie damit am 10. Juni 1920 eine Aufenthaltsgenehmigung der Polizeidirektion München für sich, Jawlensky, Helene und Andreas Nesnakomoff, sowie eine Zeugenvorladung für sich selbst und Helene Nesnakomoff. Am 3. Mai 1920 bekam Werefkin vom Deutschen Konsulat in Lugano einen für drei Monate gültigen Ausweis für das Reichsgebiet. Aus ihm geht hervor, dass der 5. Mai 1920 der Tag ihrer Einreise und der 15. Juli 1920 der Tag ihrer Ausreise war.
Abgesehen von den relativ unbedeutenden Verlusten durch den Diebstahl, verfügten Werefkin und Jawlensky wieder über ihr Eigentum. Der Haushalt wurde vorerst bei einer Münchener Spedition eingelagert, denn zum Zeitpunkt der Wohnungsauflösung war noch eine gemeinsame Rückkehr nach Deutschland geplant. Nachdem Jawlensky die Baronin verlassen hatte, verbrachte er seinen Teil um 1922 in seine neue Heimat, nach Wiesbaden. Werefkins Anteil verblieb bis in die späten zwanziger Jahre in München, ehe sie Möbel, den übrigen Hausrat und Bilder an ihren Neffen, Alexander von Werefkin (1904–1982), verschenkte, der Etliches davon an Ernst Alfred Aye vermachte.

### Heirat in Wiesbaden
In Wiesbaden sorgte Jawlenskys Mesalliance am 20. Juli 1922 für Gesprächsstoff. „Helene machte einen bäuerlichen Eindruck. Sie arbeitete gern im Garten, hielt den Haushalt blitzsauber, von Avantgardekunst aber begriff sie nichts, und wenn Gäste ins Haus kamen, verzog sie sich in die Küche. Sie blieb die auf den Haushalt beschränkte Frau.“
Was Jawlenskys Malerei anbetraf, so konnte Nesnakomoff mit ihr „nahezu nichts anfangen. Nur Stillleben und Blumenbilder gefielen ihr. Alo Altripp hat es miterlebt, wie Helene die Meditationen, das Alterswerk ihres Mannes, als ‚Papas dumme Kreuzchen‘ bezeichnete.“ Manche Wiesbadener stellten fest, dass „Helene eine natürliche Gabe besessen habe, andere Menschen intuitiv zu erfassen, eine Gabe, die sie auch beim Handlesen einsetzte. […] Sie litt in ihrer Ehe unter den vielen Affären, die sich ihr schwärmerischer Ehemann erlaubte.“

### Ausbildung zur Kosmetikerin
Jawlensky bat Karl Im Obersteg (KlO) 1927 um Hilfe für seine Frau Helene Nesnakomoff. Nach einer schweren Operation bedurfte sie einer Erholung im Süden der Schweiz. Im Obersteg kümmerte sich um das Visum und hinterlegte 2000 Schweizer Franken als Kaution für die staatenlose Russin. „Ebenso unterstützte der Basler später Helenes Berufswunsch, eine Ausbildung zur Kosmetikerin in Paris zu absolvieren, um anschließend in Wiesbaden einen Kosmetiksalon eröffnen […] zu können. Die Finanzierung der mehrmonatigen Ausbildung in Paris (November bis Weihnachten 1927 und Februar bis Mitte April 1928) erfolgte über den Verkauf von Bildern Jawlenskys in der Schweiz durch Karl Im Obersteg.“
„Mit Diplomen aus Paris versehen, eröffnete Helene in der Wiesbadener Rheinstraße Ecke Wilhelmstraße das Schönheitsinstitut Susanne. […] Bekanntlich blieb in Helenes Institut Susanne während der Zeit der Weltwirtschaftskrise die Kundschaft aus, so daß Helene es nach einiger Zeit aufgeben mußte.“
Gegen Ende seines Lebens machte sich der todkranke Jawlensky Sorgen um seine Frau. Mit Lisa Kümmel besprach er, wie er sein Erbe verteilen solle. Der permanent an Geldmangel leidende Künstler erhoffte sich finanzielle Hilfe für Helene Nesnakomoff aus Amerika, als er am 20. Juni 1940 Lisa „bat, in seinem Namen einen Brief an Galka zu schreiben: ‚Meine Krankheit ist in den Kopf gegangen und ich höre jetzt schlechter u. bekomme Schmerzen in den Augen. Aber ich lebe noch. – Nochmals bitte ich Dich wenn ich nicht mehr da sein werde, vergesse Helene nicht [...] Ach Galka was hast Du für ein schönes Leben so fern vom Kriege.“

### Rettung von Jawlenskys Bildern
Am Ende des Zweiten Weltkrieges „wurden Helenes Jawlensky-Bilder auf verschiedene Verstecke verteilt. Ein Versteck lag wenige Häuser weiter in der Villa von Otto Henkell in der Beethovenstraße 40. Um diese Bilder prozessierte Helene nach Kriegsende gegen die siegreichen Amerikaner. Die ihr zugesprochene Entschädigung war gering, denn sie wurde in Reichsmark und nicht in D-Mark berechnet. In einem anderen Ort, in einem Schuppen eines befreundeten Spenglers, in der Nähe der ehemaligen Synagoge auf dem Wiesbadener Michelsberg, hatte Nesnakomoff weitere Bilder verborgen, die dicht an dicht zusammengestellt worden waren. Am 3. Februar 1945 holte Nesnakomoff nach einer katastrophalen Bombennacht die unbeschädigten Bilder mit einem Leiterwägelchen ab.“

### Tod und Begräbnis
Aus Anlass des Einmarsches der Roten Armee 1956 in Ungarn zog Helene Nesnakomoff zusammen mit ihrem Sohn Andreas Jawlensky-Nesnakomoff und dessen Töchter Lucia und Angelica in die Schweiz. Ihren Wohnsitz fand die Familie in Locarno am Lago Maggiore.
Nahezu achtzigjährig erlitt Helene Nesnakomoff am 15. März 1965 in Locarno einen Schlaganfall  und gab ihrem Sohn und ihrer Schwiegertochter „letzte Anweisungen und bat zu verzeihen, wenn sie ungerecht war und sagte ‚Adieu, ich komme nicht wieder.‘ […] Am 17.III., um 3 Uhr nachts, hörte das Herz auf zu schlagen. […] Wir veranstalteten in aller Eile, Überführung nach Wiesbaden u. ein ergreifendes Begräbnis mit russischem Chor, feierlicher Totenmesse und die bewunderte Reden des Bürgermeisters.“ Am 22. März 1965 berichtete der Wiesbadener Kurier über den „Trauergottesdienst und die Andacht der russischen Gemeinde in der orthodoxen Kirche auf dem Neroberg“ und Helene Nesnakomoffs letzte Ruhestätte im Grab ihres Ehemanns auf dem russischen Friedhof. Zwei Jahre später wurde entdeckt, dass die Daten auf dem Grabstein nicht stimmen können.

## Ausstellung
- Lebensmenschen. Alexej von Jawlensky und Marianne von Werefkin. Städtische Galerie im Lenbachhaus München, Oktober 2019 bis Februar 2020. Von März bis Juli 2020 im Museum Wiesbaden. (Die Ausstellung thematisiert auch die Dreiecksbeziehung mit Helene Nesnakomoff.[77])